# Mtambula
Mtambula ist ein Verwaltungsbezirk (englisch Ward) des Distrikts Mufindi in der tansanischen Region Iringa.

## Geografie
Mtambula liegt im südlichen Hochland von Tansania etwa 50 Kilometer Luftlinie südwestlich der Distrikthauptstadt Mafinga. Der Bezirk grenzt im Norden an Mbalamaziwa, im Nordosten an Igowole, im Osten an Kasanga und Kiyowela, im Südosten an Kitandilio und im Südwesten und Westen an Itandula. Bei der Volkszählung 2022 lebten 11.232 Menschen in 2804 Haushalten auf einer Fläche von 158 Quadratkilometern.

## Gliederung
Der Bezirk besteht aus vier Gemeinden (swahili Mtaa) mit 16 Orten (Kitongoji):
| Mtambula - Mjimwema - Idodi - Msumbiji - Mlandizi | Nyakipambo - Shuleni - Magunga - Kihovela - Songambele | Ipilimo - Udosongala - Mjimwema - Sawala - Image - Tambalang'ombe - Mwesa | Ihegela - Shuleni - Masaula |

## Wirtschaft und Infrastruktur
- Landwirtschaft: Im Bezirk werden rund 12.000 Hühner, 3000 Rinder, 500 Ziegen und 200 Schweine gehalten.[7]
- Bildung: In Mtambula liegen zwei weiterführende Schulen. Die Mtambula Secondary School ist eine staatliche Tagesschule,[8] die Mtinyaki Secondary School ist eine Privatschule für Tages- und Internatsschüler.[9] Beide bieten eine Ausbildung bis zur 4. Stufe an.